# Gnom

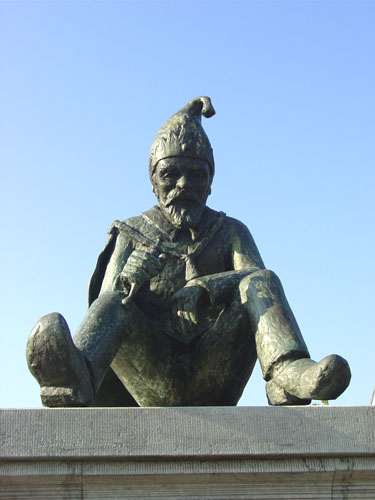
Gnomkungen Kyrie

Gnom (latin. gnomus , till grekiska γνώμη gnōmē, förnuft, förstånd) är en av elementarandarna vilka först omtalas av alkemisten Paracelsus. Tanken på sådana elementarandar härrör främst från medeltida animistisk-kabbalistiska föreställningar, och ansågs personifiera sitt elements egenskaper. Gnomen är en jordande och kopplad till jordens element. Andarna bor i jordens inre och blir någon gång synliga, vanligen i dvärggestalt. 
'Gnom' är även en synonym för ett tänkespråk, en aforism.   